# Експериментальна петрографія
Експериментальна петрографія — розділ петрографії, який займається вивченням процесів утворення гірських порід в лабораторних умовах шляхом експерименту. У ряді випадків лабораторний експеримент є одним із засобів при розв'язанні спірних питань.
Зокрема, наприклад, експериментальним шляхом було доведено, що плагіоклази представляють безперервний ряд твердих розчинів альбіту і анортиту, а не певні поєднання цих двох компонентів, утворюючих самостійні мінерали.